# Emigrantes
Pour plus de détails, voir Fiche technique et Distribution.
Emigrantes est un film italien réalisé par Aldo Fabrizi, sorti en 1949.

## Synopsis
À la fin de la Seconde Guerre mondiale, Giuseppe Bordoni quitte Rome et émigre avec sa famille en Argentine. Il pense rester seulement un an et de retourner ensuite au pays. Lors du voyage vers l'Argentine, son épouse accouche d'un enfant auquel il donne le nom d'« Italo ». Une fois arrivés, Giuseppe comprend qu'il lui sera difficile de gagner assez d'argent avec son métier de maçon. Son épouse a du mal à s'adapter à sa nouvelle vie, tandis que sa fille noue une liaison avec un responsable de chantier. Pour faire fortune, Giuseppe parie aux courses hippiques mais il perd la totalité de ses économies épargnées au cours de ses cinq mois de dur travail et pense que la solution est de retourner en Italie. Mais il n'a plus d'argent pour payer le voyage de retour...

## Fiche technique
- Titre : Emigrantes
- Réalisation : Aldo Fabrizi
- Scénario : Aldo Fabrizi, Piero Ballerini, Fulvio Palmieri
- Production : Jaime Cabouli
- Société de production : Guaranteed Pictures Italia
- Société de distribution : Scalera Film S.p.a.
- Musique : Alessandro Derevitsky
- Photographie :Piero Portalupi, Marco Scarpelli
- Montage : Rosalino Caterbetti
- Scénographe : Manlio Cavallari
- Pays d'origine :  Italie
- Langues originales : italien, espagnol
- Format : N/B - 1,37:1 - mono - 35 mm
- Genre : romance, drame
- Durée : 95 min.
- Date de sortie : 
  -  Italie- Argentine 1949

## Distribution
- Aldo Fabrizi : Giuseppe Bordoni
- Ave Ninchi : Adele Bordoni
- Loredana : Maria Bordoni
- Eduardo Passarelli : Gennarino
- Nando Bruno : Gigi
- Julio Traversa (es)
- Nicola Olivatti
- Adolfo Celi : le professeur
- Giuseppe Rinaldi : l'ingénieur
- Michele Malaspina (it)
- Rino Salviati